# Ка-д'Оро
Ка-д'Оро або Палаццо Санта-Софія (італ. Ca' d'Oro) — палац у Венеції, на Гранд-каналі в районі Каннареджо. Друга назва палацу — «Золотий будинок», оскільки при первинній обробці було використано сусальне золото. Також при обробці використовувалися кіновар і ультрамарин.
Будівля в готичному стилі була побудована в XV столітті, між 1425 і 1440 роками, за проектом архітекторів Джованні Бона та його сина Бартоломео Бона. Раніше на цьому місці стояв візантійський палац, фрагменти якого були збережені у фасаді Ка-д’Оро. Будівля призначалася для родини Контаріні.
Вважається найелегантнішим з палаців побудованих у венеційському стилі.
З 1927 року і до цього дня в палаці розташовується галерея Франкетті.